# Veniliornis callonotus
Veniliornis callonotus là một loài chim trong họ Picidae.